# (68718) Safi
(68718) Safi ist ein Asteroid des mittleren Hauptgürtels, der vom Schweizer Physiklehrer und Amateurastronomen Michel Ory am Jura-Observatorium (IAU-Code 185) in Vicques im Kanton Jura am 17. Februar 2002 entdeckt wurde. Ory war Direktor des Observatoriums.
Der mittlere Durchmesser des Asteroiden wurde mithilfe des Wide-Field Infrared Survey Explorers (WISE) grob mit 2,304 (± 0,453) km berechnet, die Albedo mit 0,175 (± 0,068).
(68718) Safi wurde am 6. März 2004 nach der marokkanischen Stadt Safi benannt, welche der Geburtsort von Michel Orys Frau ist.